# Mr. Boogedy
Mr. Boogedy is een televisiefilm uit 1986 onder regie van Oz Scott. Richard Masur, Mimi Kennedy, Benji Gregory, David Faustino, Kristy Swanson, John Astin en Katherine Kelly Lang hebben de hoofdrollen in de film. De film werd vervolgd door Bride of Boogedy.
De film gaat over een handelaar die met zijn familie intrekt in een nieuw huis. Hoewel ze er op het begin van uitgaan dat ze in de maling genomen worden door hun vader, ontdekken ze al snel dat er geesten ronddwalen in het huis.

## Rolverdeling
| Acteur               | Personage                     |
| -------------------- | ----------------------------- |
| Richard Masur        | Carlton Davis                 |
| Mimi Kennedy         | Eloise Davis                  |
| Benji Gregory        | Reginald Ernest "R.E." Davis  |
| David Faustino       | Corwin Davis                  |
| Kristy Swanson       | Jennifer Davis                |
| Howard Witt          | William Hanover / Mr. Boogedy |
| John Astin           | Neil Witherspoon              |
| Katherine Kelly Lang | Marion                        |
| Jaimie McEnnan       | Jonathan                      |
| Kedric Wolfe         | Satan                         |